# Culicoides filarifer
Culicoides filarifer är en tvåvingeart som beskrevs av Hoffman 1939. Culicoides filarifer ingår i släktet Culicoides och familjen svidknott. Inga underarter finns listade i Catalogue of Life.